# اندی گوک
اندی گوک (انگلیسی: Andy Gouck؛ زادهٔ ۸ ژوئن ۱۹۷۲) بازیکن فوتبال اهل بریتانیا است.
از باشگاه‌هایی که در آن بازی کرده‌است می‌توان به باشگاه فوتبال مورکم، باشگاه فوتبال بلکپول، باشگاه فوتبال روچدیل، باشگاه فوتبال ساوتپورت، باشگاه فوتبال فلیتوود، و باشگاه فوتبال آکرینگتون استنلی اشاره کرد.